# سينينهيم
سينينهيم (بالفرنسية: Seninghem)‏ هي بلدية تقع في إقليم باد كاليه من منطقة نور با دو كاليه في شمال فرنسا. تبلغ مساحة هذه المدينة 15.15 (كم²)، وترتفع عن سطح البحر 150 م، يبلغ عدد سكانها 273 نسمة حسب إحصاء المعهد الوطني للإحصاء والدراسات الاقتصادية سنة 2009 م. وترأس Christian Tellier البلدية خلال فترة (2008-2014).